# Team Sone Pet
Team Sone Pet (Diamond Arrow) foi o codinome para uma incursão de espionagem dirigida contra a República Popular da China em 1967 e 1968. Esta operação militar sigilosa no Reino do Laos durante a Guerra Civil Laociana foi uma infiltração de espiões na província de Yunnan, na República Popular da China. A operação foi conduzida em conjunto pelo general laociano Ouane Rattikone e pela República da China, usando uma equipe de espionagem recrutada pela Agência Central de Inteligência dos Estados Unidos. A primeira missão em 1967 foi bem-sucedida; no entanto, a segunda missão em 1968 desapareceu.

## Visão geral
Nas palavras de um analista da CIA, havia um "emaranhado de formações regulares e irregulares combinadas para fazer do noroeste do Laos uma confusão política, étnica e militar que desafiava a administração ou mesmo a descrição". A Batalha de Luang Namtha no início da Guerra Civil Laosiana terminou com os comunistas no controle militar do noroeste em maio de 1962. Nesse mesmo ano, o agente da CIA William Young estabeleceu uma base para os guerrilheiros Hmong e Yao em Nam Yu, Laos. Ainda outro evento local em 1962 foi o início da construção chinesa de uma estrada para todas as estações da província de Yunnan em direção ao sul através do noroeste do Laos.
A localização da província de Phongsali, no noroeste do Laos, fica entre a província de Yunnan, na China, e a República Democrática do Vietnã. A Team Sone Pet seria lançada na província de Phongsali.

## A operação
O general laosiano Ouane Rattikone tinha contatos com o establishment  militar da República da China. Em conjunto com os nacionalistas chineses, Ouane decidiu explorar esses vínculos para fins de inteligência militar. No final de 1967, com a cooperação da Agência Central de Inteligência, uma equipe de reconhecimento de oito agentes de espionagem locais foi recrutada para espionar os comunistas chineses. Embora o líder da Team Sone Pet fosse um oficial do Exército Real do Laos, os sete membros eram das tropas do general Khoumouane Boupha na província de Phongsaly. Essa equipe foi contratada pela CIA e saltou de paraquedas no extremo norte do Laos, em um território familiar muito próximo à fronteira comunista chinesa. Assim que pousaram perto de Malitao, espionaram sem serem detectados por mais de dois meses antes de esbarrar em uma patrulha comunista. Seriam então exfiltrados por um helicóptero H-34 da Força Aérea Real do Laos.
Depois disso, em 1968, Ouane permitiu que uma equipe de inteligência nacionalista chinesa (nome desconhecido) se instalasse em Ban Khwan, Laos, o campo de batalha da Guerra do Ópio de julho de 1967. Também durante a primavera de 1968, a operação Diamond Arrow foi repetida em Phongsaly, usando uma equipe de nacionalistas chineses importados de Taiwan. Logo após esta segunda equipe pousar na mesma localidade da primeira, eles perderam contato por rádio com seus supervisores e desapareceram.